# Jean Baptiste Antoine Auget de Montyon

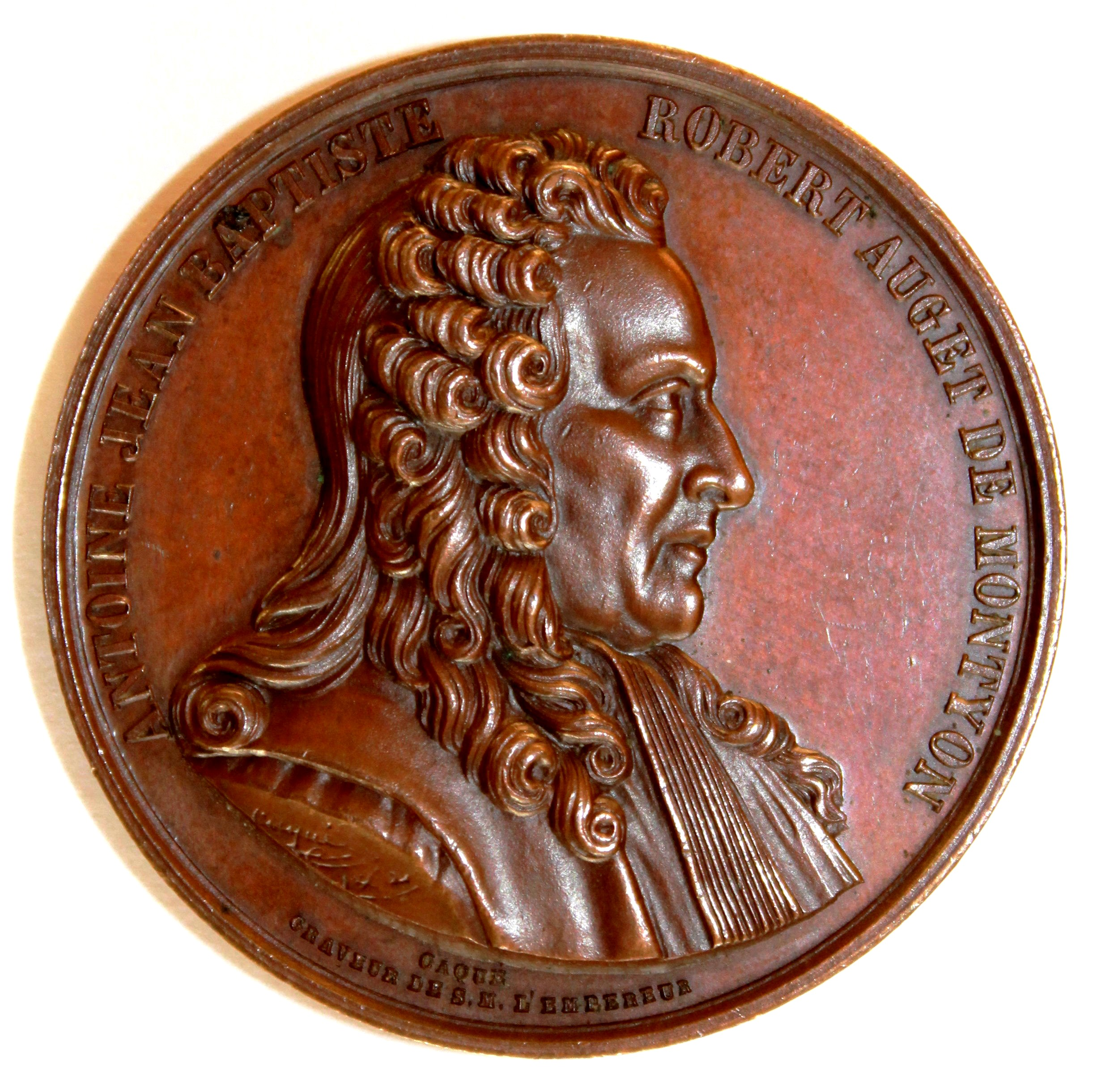
Médaille de Antoine-Jean-Baptiste-Robert Auget baron de Montyon realizada por Armand Auguste Caqué "Graveur de S. M. l'Empereur" esta medalla que estaba destinada como recompensa a los nominados al Premio Montyon

Antoine Jean Baptiste Robert Auget, Barón de Montyon (23 de diciembre de 1733-29 de diciembre de 1820) fue un filántropo francés, nacido en París.
Su padre era un maître des comptes; fue educado en leyes, y se convirtió en abogado del Châtelet en 1755, maître des requêtes al Consejo de Estadi de Francia en 1760, e intendente sucesivamente de Auvernia, Provenza y La Rochelle. Fue una persona de gran carácter e independencia, protestando incluso, contra la acusación de Louis-René de Caradeuc de La Chalotais en 1766, y rechazando en 1771 suprimir los tribunales locales de justicia en obediencia a Maupeou. Fue nombrado concejal del estado en 1775 por la influencia de Luis Juan María de Borbón, duque de Penthièvre, y en 1780 se unió a la corte en la oficina de honor del canciller del conde de Artois (luego Carlos X ). Siguió a los príncipes al exilio, y vivió durante algunos años en Londres. Durante el periodo de emigración gastó grandes sumas de dinero para atenuar la pobreza de sus amigos inmigrantes. Regresó a Francia en la segunda restauración.
Entre 1780 y 1787 fundó una serie de premios para ser otorgados por la academia francesa y las academias de ciencia y medicina. Estos premios estuvieron suspendidos  durante el periodo revolucionario, pero fueron   restablecidos en 1815. En 1812 ue elegido como socio de la Sociedad Real de Londres.
Cuándo Montyon murió, legó 12,000 francos para la dotación perpetua de cada uno de los premios siguientes: para el descubrimiento de algún proceso mecánico menos peligroso al trabajador; para el perfeccionando de cualquier mejora técnica en un proceso mecánico; para el libro que durante el año había generado el mayor servicio a la humanidad; el "prix de vertu" para el acto más valiente realizado por parte de un pobre francés ; los premios fueron olvidados como sucedió con los de las academias. También dejó 12.000 francos a cada uno de los hospitales parisinos.
Montyon Escribió una serie de trabajos, principalmente sobre economía política:
- Éloge de Michel de l'hôpital (París, 1777)
- Recherches et considérations sur la Población de la Francia (1778), una participación del cual está atribuido a su secretario, Moheau
- Compenetración fait à Louis XVIII (Constance, 1796), en el cual mantiene su  oposición a Calonne Tableau de l'Europa que Francia siempre poseyó una constitución, la cual , aun así, ha sido violada por los reyes de Francia
- L'état statistique du Tunkin (1811) ; y Particularités... sur les ministres des Financia en Francia (1812).